# Yuto Misao
Yuto Misao (三竿 雄斗 Misao Yuto?), född 16 april 1991 i Tokyo prefektur, är en japansk fotbollsspelare.
Misao började sin karriär 2013 i Shonan Bellmare. Han spelade 105 ligamatcher för klubben. 2017 flyttade han till Kashima Antlers. Med Kashima Antlers vann han AFC Champions League 2018. 2019 flyttade han till Oita Trinita.